# نبوزردان
نبوزردان נבוזראדן فرمانده ارتش نبوکدنصر دوم و مسئول ویرانی معبد و مردم پادشاهی یهودا بود. به دستور پادشاه خود اورشلیم را به آتش کشید، معبد آن را ویران کرد، دیوارهای آن را ویران کرد، (دوم کتب پادشاهان ۲۵:۹ و بعد) حامیان صدقیا را اعدام کرد و ۷۴۵ نفر را به بابل تبعید کرد. هنگامی که او تبعیدیان را به اسارت برد، به سربازان خود دستور داد که به زنان اسیر متأهل دست نزنند، مبادا خشم خدا را برانگیزند. اسیران را از نماز منع می‌کرد و کسانی را که این کار را می‌کردند به قتل می‌رساند. با این حال، هنگامی که آنها از فرات عبور کردند، او دست از کار کشید زیرا آنها اکنون فراتر از قلمرو تحت سلطه خدای اسرائیل بودند. در کتیبه‌ای مربوط به زمان نبوکدنصر دوم، از رئیس دربار به نام Nabû-zēr-iddina یاد می‌شود که عنوان رسمی بابلی‌اش rab nuḥatimmê است (نک: تلمودی عبری naḥtom، «نانا»). بنابراین محققان این افسر را با نبوزردان شناسایی کرده‌اند و فرض می‌کنند که عنوان کتاب مقدس ترجمه‌ای از عنوان بابلی است. ترجمه‌های آرامی این واژه را «رئیس قصاب» یا «سلاخ‌کننده» ترجمه کرده‌اند و احتمال می‌رود که این مأمور متعلق به ملازمان پادشاه بوده باشد که وظیفهٔ آن‌ها مجازات اعدام بوده‌است.